# 因河地区赖恩巴赫
因河地区赖恩巴赫是奥地利上奥地利州谢尔丁县的一个市镇。总面积25平方公里，总人口1510人，人口密度60.4人/平方公里（2005年）。